# أرابيلا كامبل
أرابيلا كامبل هي رسامة كندية، ولدت في 1973 في فانكوفر في كندا.